# 晴れのち曇り
「晴れのち曇り」（はれのちくもり）は、1974年7月5日に発売された和田アキ子の20枚目のシングル。

## 解説
- 作詞は、和田が1971年にリリースした「涙の誓い」以来3年ぶりとなるなかにし礼、作曲は、前作「ふれあう愛」の編曲や、前々作「古い日記」の作編曲を手掛けた馬飼野康二が、それぞれ担当した。

- 和田は2015年に、今作と同じ馬飼野康二が作編曲を手掛けたシングル「晴レルヤ」をリリースした際に行われたインタビューにおいて、「昔、馬飼野さんが作ってくれた『晴れのち曇り』にイメージが似ていて懐かしかった」とコメントしている[1]。

## 収録曲
（全作曲：馬飼野康二）
1. 晴れのち曇り [2:39]
作詞：なかにし礼／編曲：馬飼野康二
2. 明日 [3:12]
作詞：さいとう大三／編曲：あかのたちお